# 허위사실유포
허위사실유포(虛僞事實流布, 영어: spreading of false information)는 문자ㆍ음성과 같은 언어나 사진,영상 등에 의한 허위 사실을 소극적으로 착오를 일으키거나 적극적으로 속이는 방법으로 특정 또는 불특정한 대상에게 전달하는 것을 말한다.
대한민국을 포함하여 대부분의 국가에서 허위사실유포와 관련하여 피해가 발생한 것에 대해 법적 책임을 부과하는 법이 많이 있다. 
유포의 목적과 관련하여 허위사실이 타인의 평판을 저하하면 '명예훼손', 금품을 취하기 위해 허위사실을 적시하면 '사기', 상장회사가 허위사실을 적시하면 '허위공시', 다른 생산자의 표지를 자신의 제품에 부착하여 그 생산자의 제품인 것처럼 꾸미는 식의 허위는 '상표권 침해', 선거에서 당선되거나 낙선하게 할 목적으로 허위 사실 공표하면 '선거법 위반'라고 규정하며 대부분의 나라에서 이들에 대해 법적으로 규제한다. 
이 법들은 허위사실이 타인에게 초래하는 피해나 그 유포자가 취하는 부당이득 등에 대한 처벌이고 허위사실 그 자체에 대한 처벌이 아닌데, 이는 허위사실 자체를 처벌하는 것은 별다른 공익적 목적도 없이 표현ㆍ영업ㆍ예술 등의 자유를 과도하게 침해하기 때문이다.

## 허위사실유포와 관련한 처벌

### 대한민국
대한민국에서 허위사실을 유포할 경우 형법이나 정보통신망 이용촉진 및 정보보호 등에 관한 법률에서 명예훼손죄나
- 형법 제137조 위계에 의한 공무집행방해죄[5]: 112 119 같은 긴급 전화에 장난 전화같은 거짓 신고를 할 때 적용하는 법률이지만 공개된 인터넷에서 '폭발물 설치 예고'하는 내용도 거짓 신고와 같이 "허위로써 공권력을 낭비했다"는 이유로 적용한다.[6]
- 형법 제313조 신용훼손죄[7]
- 형법 제314조 업무방해죄[8]
- 형법 제347조 사기죄[9]: 속여 넘김이라는 완료형을 의미하는 기망이지만 미수범도 처벌하는 범죄 특성상 속이는 것이 재물이나 재산이라는 경제적 의도가 있으면 처벌이 가능하다. 보이스피싱이나 스팸메일이 대표적이며 엄밀히 말하면 금품을 제공한다고 유혹하여 개인정보를 수집하여 정기적으로 자동결제되도록 한다는 사실을 작은 글씨 등으로 표시하여 판단에 있어 착오를 일으키는 것도 미수범을 처벌하는 사기죄가 될 수 있으나 현실적으로 '적극적인 기망'(도 논란이 가능하다)하는 것만 처벌한다. 그러지 않으면 '화장품을 바르거나 이ㆍ미용 시술이나 성형수술'[10]도 처벌이 가능하게 된다.
- 공직선거법 제250조[11]
- 상표법 제233조(거짓 표시의 죄)[12] 제234조(거짓 행위의 죄)[13]
- 자본시장과 금융투자업에 관한 법률 제443조 1항[14]

- 광주민주화운동에 관한 법률 제8조[15]에 의거하여 처벌받는다.

- 전기통신기본법 제 47조 1항 허위 통신죄는 다음 아고라 토론 게시판에서 미네르바라는 필명을 사용했던 누리꾼 박대성이 2009년 1월에 '전기통신기본법 제47조 1항' 위반으로 긴급체포, 구속되어 같은 해 4월에 있었던 1심에서 무죄 선고를 받고 석방된 이후 "표현의 자유를 침해해 위헌"이라며 헌법소원심판을 청구한 사건에서 헌법재판소는 2010년 12월 28일에 '전기통신기본법 제47조 1항'에 대해 재판관 7대 2의 결정으로 위헌 결정하였으며, 이후 이 조항은 즉시 효력이 정지되어 무효로 되었다. '전기통신기본법 제47조 1항'은 '공익을 해할 목적으로 전기통신설비에 의하여 공연히 허위의 통신을 한 자는 5년 이하의 징역 또는 5천만 원 이하의 벌금에 처한다'였고, 헌법재판소는 이와 관련한 결정문에서 "전기통신기본법은 형벌 조항임에도 불구하고 의미가 불명확하고 추상적이다. 어떤 행위가 '공익을 해할 목적'인지 사안마다 다르고 법률전문가라도 알기 힘들다. 따라서 명확성의 원칙을 벗어나 위헌이다"라고 밝혔다.[16] 이에 재판 당사자는 공소기각 결정을 받았으며 수사 중인 피의자는 죄가 안됨 처분을 받았다.

#### 사례
- 1991년 웅진여성 에이즈 복수극 파문 관련 사례
  - 허위로 작성된 날짜 요일과 날씨가 맞지 않아, 에이즈 복수극에서 에이즈 감염자가 발병하는 대한민국 보건사회부가 따르면 허위사실을 유포했는데, 웅진여성 편집인, 발행인, 사장 등의 결국 검찰에 넘겼고, 유건수 발행인이 일기를 쓴 혐의점이 없어 귀가시켰다. 그 뒤에 윤석금 회장이 책임을 지고 웅진여성이 자진 폐간하였다.

- 2008년 대한민국의 촛불시위 관련 사례
  - 장 모씨는 '단체 휴교' 문자를 유포하였고 재판에서 무죄 판결을 받았다. '5월 17일 전국 중·고교 학생 단체 휴교 시위, 문자 돌려주세요'라는 내용의 문자 메시지를 유포한 혐의로 기소됐던 장 모씨는 '시위를 제안한 것은 의견 표명에 불과할 뿐 사실 관계에 대해 거짓된 내용을 담고 있다고 보기 어렵다'라는 이유로 무죄 선고를 받았다.[17]
  - 김 모씨는 "전경이 여성 시위자를 성폭행했다"라는 허위사실을 인터넷상에 유포하였고 재판에서 징역 10개월에 집행유예 2년 및 사회봉사 160시간을 선고받았다. 법원은 "인터넷 등에 올린 글이 허위사실임을 알면서도 사진까지 조작하는 등 범행을 가볍게 볼 수 없다. 허위로 글을 올리고 타인의 ID를 도용해 글을 퍼뜨리는 등의 행동이 모두 유죄로 인정된다. 실형을 받은 전력이 없고 현재 반성하고 있는 점을 참작했다"라고 판단하였다. 김 모씨는 "촛불시위 진압 전경 4명이 나를 연행해 기동대 버스차량에서 성폭행하고 동영상을 유포하겠다고 협박했다"라는 허위사실이 담긴 내용의 글을 작성한 뒤 마치 다른 사람의 글인 것처럼 꾸며 포털 사이트 카페 게시판에 게재한 혐의로 기소됐었다.[18][19]
  - 강 모씨는 "전경들이 촛불시위 진압을 거부하기로 했다"라는 허위사실을 인터넷상에 유포하였고 재판에서 벌금 700만 원을 선고받았다. 법원은 강 모씨가 '공익을 해할 목적이 있었다'라고 판단하였다.[17]
  - 최 모씨는 "경찰이 대학생 시위자의 목을 졸라 숨지게 한 뒤 시신을 승합차에 싣고 갔다"라는 허위사실을 인터넷상에 유포하였고 재판에서 징역 10개월을 선고받았다. 법원은 최 모씨가 현장에 있었음에도 의도적으로 편집한 사진을 올리는 등 고의성이 짙다고 판단하였다.[17]
- 포털 사이트 다음 아고라 경제방에 글을 올리던 누리꾼 박대성은 '전기통신기본법 제47조 1항' 위반으로 2009년 1월에 긴급 체포되었다가 같은 해 4월에 1심에서 무죄 선고를 받았다. 박대성은 "정부가 긴급업무명령 1호로 7대 금융기관 및 수출입 관련 주요 기업에 달러 매수를 금지하라고 긴급공문을 전송했다"라는 내용의 글을 다음 아고라에 올렸고 검찰은 이 글이 '공익을 해할 목적으로 전기통신설비를 이용해 공공연히 허위의 통신을 한 자는 5년 이하의 징역 또는 5,000만 원 이하의 벌금에 처한다'라는 '전기통신기본법 47조 1항'을 위반했다고 보았었다.[20] '전기통신기본법 제47조 1항'은 허위사실 자체를 처벌하는 법 조항으로서, 2010년 12월 28일에 위헌 결정이 내려졌다.[3][16]
- 2012년 9월 27일, 새누리당 박성호 국회의원에게 선거공보물에 허위사실을 기재한 혐의(공직선거법 위반)로 벌금 70만원을 선고받았다. 박성호 의원은 창원대학교 총장으로 재직할 때 등록금을 한 차례 올린 바 있었으나 선거공보물에 등록금 인상이 한 번도 없었다는 허위사실을 기재했으며, 재판부는 그가 후보자로 있을 때 '선거공보물의 허위기재 사실을 몰랐다는 주장을 납득하기 어렵다.'라는 이유로 공소사실을 전부 유죄로 인정하였다. 다만 '2위 후보자와 득표수에 상당한 차이가 나는 등 허위사실 기재가 유권자의 정확한 판단을 그르치게 할 정도는 아니다.'라고 밝히면서 당선 무효형(벌금 100만원 이상)을 선고하지 않는다고 덧붙였다.[21]

- 2014년 11월 9일, 인터넷 블로그에 특정 기업에 악 영향을 미칠 수 있는 허위 글을 지속적으로 올린 블로거에 대해 법원이 제동을 걸었다. 정수기 판매 기업인 코웨이가 블로그를 운영하는 이 모씨를 상대로 낸 소송에서 법원은 "인터넷에 허위사실을 계속해서 올릴 경우 1회당 100만 원씩 지급하라"며 원고 일부 승소 판결을 내렸다.[22]

- 2021년 대법원 상고심 전원합의체는 선거 토론 방송에서 "친형 정신병원에 입원시킬려고 했죠?"라는 질문에 "그런 사실이 없습니다"[23]라고 답변하여 공직선거법 허위사실공표죄에 대해 유죄가 선고된 항소심을 7:5 의견으로 파기환송하면서 "선거인의 정확한 판단을 그르칠 정도로 의도적으로 사실을 왜곡한 게 아닌 한 일부 부정확하거나, 다소 과장됐거나 다의적으로 해석될 여지가 있는 경우에도 허위사실 공표 행위로 평가돼선 안 됩니다"고 판단하여 허위사실공표의 적용을 최소화하도록 했다. 다만 다수 의견을 선택하는 대법원장을 제외하면 무죄에 결정적이었던 (전원합의체 회부할 때) 주심 대법관 권순일이 성남시 대장동 개발 민간 사업자 화천대유자산관리 회장 김만배와 접촉한 사실이 드러나 논란이 있다.[24]
- 2025년 대법원 전원합의체는 "김문기 모른다" "국토부에서 협박을 했다"는 등의 이유로 공직선거법 허위사실공표죄로 기소되어 1심에서 징역1년 집행유예2년을 선고받았으나 전부 파기하고 무죄를 선고한 항소심을 10:2 의견으로 유죄 취지 파기환송했으나 서울고등법원이 선거 이후로 재판을 연기했다.

### 대한민국 외 국가
- 영국: 1983년 제정된 국민대표법 106조 1항이 공직선거 후보자의 인격·품행 관련 허위사실을 진술하거나 공표하는 행위를 금지하고, 이를 어길 경우 자격 박탈 또는 벌금형을 부과한다. 일본은 공직선거법 235·251조에서 당선을 목적으로 후보자의 신분·직업·경력·정당 등에 대한 허위사실을 공표한 자는 금고 또는 벌금을 부과받고, 당선무효가 된다.[25]
- 미국: 50개 주 가운데 16개 주가 주법을 통해 관련 혐의를 처벌하고 있다. 콜로라도주는 후보자에 대한 허위진술의 고의적 작성 ·배포를 금지하고, 이를 어길 경우 1급 경범죄로 처벌해 징역 또는 벌금을 부과한다.
- 프랑스: 선거법전 97조 허위뉴스나 사기성 행위로 투표 방해하면 금고 1년과 벌금
- 일본: 선거법 235조와 251조 허위사실공표한 당선인이 처벌받을 때 당선 무효
- 뉴질랜드: 투표에 영향을 미칠 의도로 특정 사안에 대해 허위를 알고도 공표하면 징역 또는 벌금
- 앤티가 바부다: 2000년에 최고 법원은 '허위사실유포죄'에 위헌 결정을 내렸다.[3]
- 짐바브웨: 2000년 5월에 대법원은 '허위사실유포'의 해악을 방지하는 것과 표현의 자유를 침해하는 것 사이에 형평이 맞지 않는다며 위헌 결정을 내렸다.[3]
- 캐나다: 1992년에 연방 대법원은 '허위 보도'를 형사처벌하는 자유민주주의국가가 없음을 지적하며 위헌 결정을 내렸다.[3]
- 파나마: 1978년에 미주 기구 산하 미주인권위원회의 지적에 따라 '허위사실유포죄'를 폐지하였다.[3]

## 같이 보기
- 전기통신기본법
- 박대성
- 사이버모욕죄
- 무고죄
- 명예훼손죄